# Dixa kashmirensis
Dixa kashmirensis är en tvåvingeart som beskrevs av Edwards 1934. Dixa kashmirensis ingår i släktet Dixa och familjen u-myggor. Inga underarter finns listade i Catalogue of Life.